# Ramón Paús
Ramón Paús (Castelló, la Plana Alta, 1959) és un músic i compositor castellonenc.
Va estudiar guitarra clàssica al Conservatori del Liceu, ampliant posteriorment la seva formació a l'Aula de Música Moderna i Jazz de Barcelona. Posteriorment va ser becat pel director de la Berklee School de Boston. També va cursar estudis d'orquestració a París i Lió i va estudiar Film Scoring amb José Nieto.
Treballa, a més a més d'intèrpret de jazz, com a compositor per a teatre, cinema i publicitat.

## Filmografia
- 1994 Sombras paralelas (Gerardo Gormezano, dir)
- 1997 Nadie como tú (Criso Renovell, dir)
- 1999 Las huellas borradas (Enrique Gabriel, dir)

## Altres treballs
- Música per a les sèries d'animació Domestic Tales i Ten Plus Two, de la BBC i de Televisa (Mèxic).
- Banda sonora per al sistema multivideo de l'exposició itinerant d'Urbanisme organitzada per la Generalitat de Catalunya.
- Música per a l'obra teatral Un Yankee en la Corte del Rey Arturo.
- Concierto para 48 voces.
- Paisaje al carbón
- Piano works[2][3]